# Het kind: veertiendaagsch blad voor ouders en opvoeders
Het kind: veertiendaagsch blad voor ouders en opvoeders verscheen tussen 1900 en 1955 in Nederland. Aanvankelijk werd het blad tweewekelijks uitgegeven, maar in latere jaargangen werd er een keer per maand een editie uitgebracht.
Het tijdschrift stond van 1900 tot 1926 onder redactie van Jan Gunning, die als docent pedagogiek aan de Universiteit van Utrecht was verbonden. Gunning verzorgde ook diverse artikelen voor het tijdschrift. Hierin kwam zijn voorkeur voor meer vrijheid in het onderwijs en de zogenoemde ethische vorming in de pedagogiek tot uitdrukking. In zijn bijdragen aan het tijdschrift ging Gunning in op pedagogische vraagstukken en gaf opvoedkundige adviezen. Het kind had ook vaste rubrieken over kindereigenschappen, kinder- en gezinsopvoeding, meisjesopvoeding, opvoeders, Montessori, padvinderij, godsdienstige, lichamelijke, seksuele en zedelijke opvoeding.